# Delftse Studenten Vereniging Sint Jansbrug

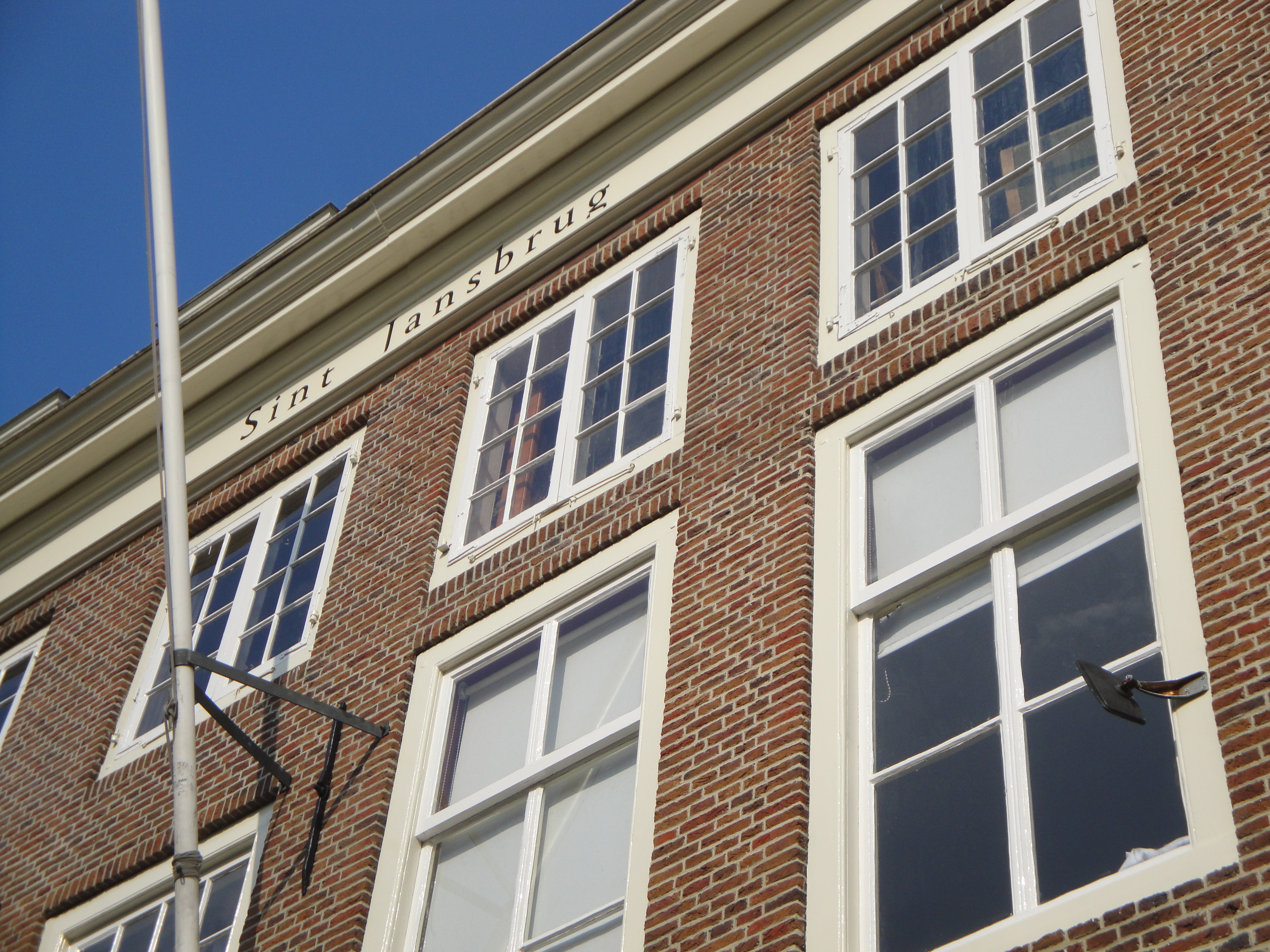
Pand Sint Jansbrug

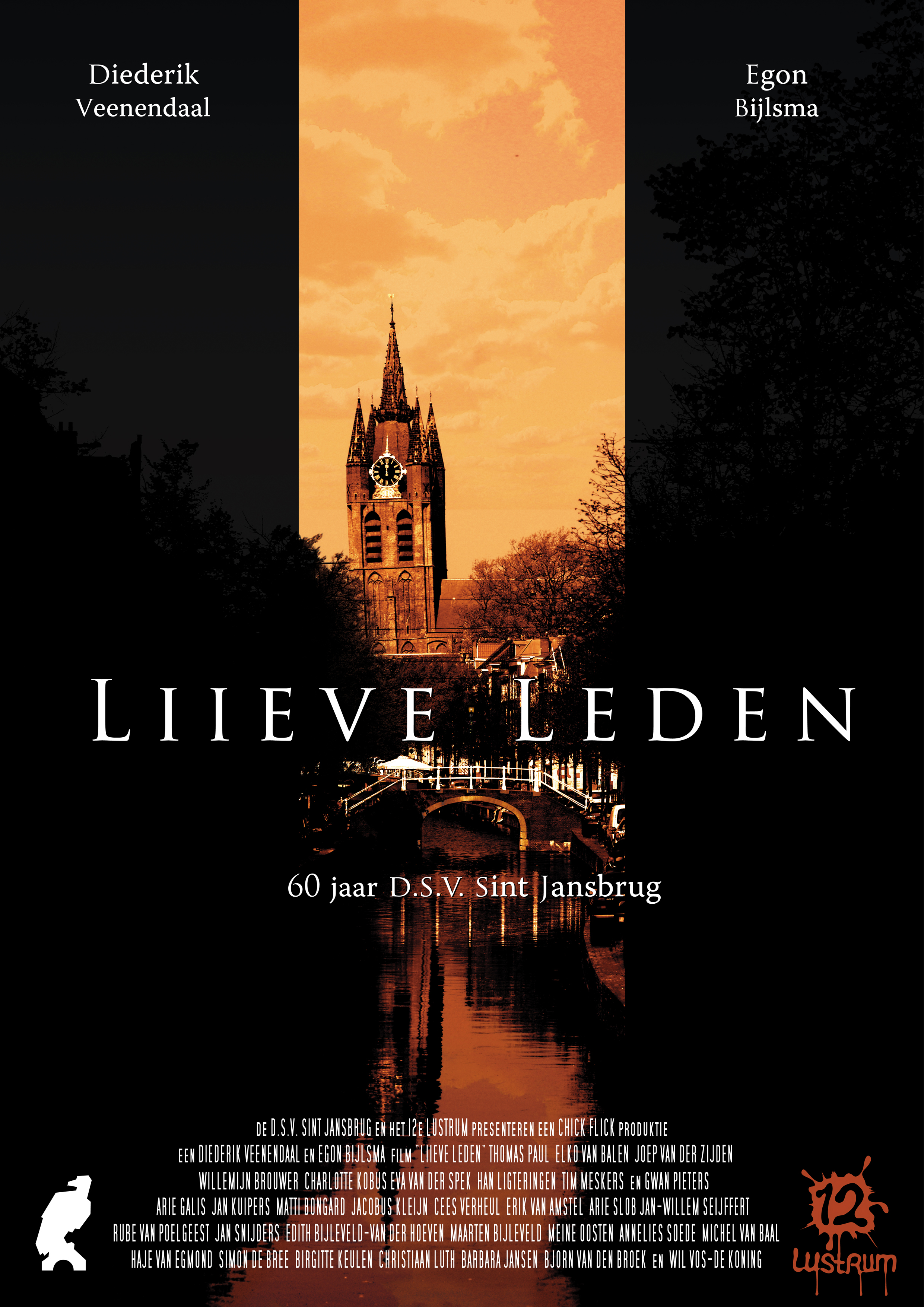
Filmposter Liieve Leden

De Delftse Studenten Vereniging Sint Jansbrug is een studentenvereniging uit Delft, in de Nederlandse provincie Zuid-Holland. De vereniging is gevestigd in drie monumentale panden aan de Oude Delft. Sint Jansbrug is opgericht in 1947 en heeft anno 2024 ruim 650 leden.

## Geschiedenis
Sint Jansbrug werd op 15 oktober 1947 opgericht door enkele studenten die samenwoonden in Oude Delft 89 en geen aansluiting vonden bij de bestaande verenigingen. “De vereniging werd niet vanuit een uitgesproken maatschappelijke of religieuze positie" opgericht, aldus een van de oprichters, dhr. Arie Galis.
In de eerste 10 jaar is Sint Jansbrug tweemaal verhuisd. In 1952 naar de Schuttersdoelen en in 1955 naar een van de huidige panden, Oude Delft 52. In 1985 is het buurpand Oude Delft 50 aangekocht en dit is verbonden met Oude Delft 52 in de jaren 90. In 2014 is het buurpand Oude Delft 54 aangekocht, welke volgens verbouwd is tot een studentenhuis voor leden van de vereniging.
In 1969 werd Sint Jansbrug onder het motto “Sint Jansbrug Nu Gemengd” de eerste Delftse vereniging die naast mannen ook vrouwen toeliet. Onder het motto “Iedereen Is Welkom” was de vereniging in 1976 ook de eerste die studenten uit het hbo-onderwijs toeliet.
Ter ere van het 10e lustrum bouwde Sint Jansbrug “de nieuwe Sint Jansbrug”. Deze door de leden ontworpen brug stond een jaar over de Oude Delft en is nu te vinden in de Delftse Hout.
Op 1 oktober 2007 werd tijdens de opening van het twaalfde lustrum een nieuw wereldrecord gevestigd door 520 champagneflessen tegelijkertijd te ontkurken. Dit trok ook internationaal veel media-aandacht, waaronder van de Amerikaanse zender ABC.
De verenigingsgeschiedenis is samengevat in het boek “Broederlijcken Liiefde” uit 1997 en de twee uur durende documentaire “Liieve Leden” uit 2007.

## Verenigingspand
Sint Jansbrug is gehuisvest in drie voormalige woonhuizen aan de Oude Delft, op nummer 50, 52 en 54. De huisnummers 50 en 52 staan in het rijksmonumentenregister, en zijn gebouwd in de 16e eeuw. Het huidige pand is een samenvoeging van vier woonhuizen. Deze zijn in de loop van de eeuwen samengevoegd tot een aansluitend sociëteitspand. In de 18e eeuw is de huidige voorgevel geplaatst.
Kenmerkend aan dit pand is de overkapte steeg. Deze steeg scheidt de sociëteitspanden van een woonhuis. Verder is er in de bibliotheek een inpandige hemelwaterafvoer te vinden, een zogenaamde Keulse goot. De vliering, Oele vernoemd naar de burgemeester Ad Oele, is overdekt door een sporenkap die in de andere richting georiënteerd is. Op de begane grond is ook een 18e-eeuwse stijlkamer te vinden.
Anthonie Heinsius, raadpensionaris van Holland (1689-1720), is in ditzelfde sociëteitspand geboren.

## Interne structuur
De vereniging wordt geleid door een jaarlijks wisselend bestuur. Verschillende commissies dragen zorg voor de organisatie van evenementen zoals de jaarlijkse OWee (OntvangstWeek voor nieuwe studenten in Delft) en het muziek- en cultuurfestival Aangeschoten Wild, en voor de dagelijkse gang van zaken. Nieuwe leden vormen in hun eerste jaar een jaarclub, die zowel op sekse gemengd als ongemengd kan worden ingedeeld. Vanaf het tweede lidjaar kunnen leden lid worden van een gilde, waarin leden van verschillende jaren verbonden zijn. De vereniging kent daarnaast verschillende onderverenigingen voor leden met specifieke interesses, zoals voetbal, muziek, zeilen of klimmen.
Verder beschikt Sint Jansbrug over een open eettafel, waar leden en externen tegen betaling een avondmaaltijd kunnen nuttigen.

## Externe structuur
Sint Jansbrug is aangesloten bij de Verenigingsraad Delft en bij de Landelijke Kamer van Verenigingen. Tot 2011 onderhield de vereniging onder de noemer "DizKoPlaJa" een zusterverband met A.S.V. Dizkartes uit Groningen, SV KoKo uit Maastricht en T.S.V. Plato uit Tilburg. Later werden banden aangehaald met SSR-Leiden uit Leiden en RSG uit Rotterdam, onder de noemer "het Convenant van Amicalen".

## Bekende oud-leden
- Simon de Bree (1937), bestuurder
- Herman Hertzberger (1932), architect
- Tonie Mudde (1978), journalist